# Lady Grinning Soul
Lady Grinning Soul is een nummer van de Britse muzikant David Bowie, uitgebracht als de tiende en laatste track op zijn album Aladdin Sane uit 1973.

## Achtergrond
Bowie werd geïnspireerd voor het nummer door zijn ontmoeting met soulzangeres Claudia Lennear in 1972.
De stijl van het nummer wordt vergeleken met die van een James Bond-themalied. Pianist Mike Garson beschreef zijn eigen bijdrage aan het nummer als "ongeveer zo romantisch als maar kan... Frans met een beetje Franz Liszt erdoorheen". Het nummer bevat de hoogste noot die Bowie ooit heeft gezongen op een studioalbum (G#5).
Het nummer komt voor in de film The Runaways uit 2010.
Het nummer verscheen op de B-kant van de single "Let's Spend the Night Together", de Spaanse uitgave van "Sorrow", de Amerikaanse uitgave van "Rebel Rebel" en de Japanse uitgave van "1984".

## Muzikanten
- David Bowie: zang, akoestische gitaar
- Mike Garson: piano
- Mick Ronson: elektrische gitaar
- David Sanborn: saxofoon
- Trevor Bolder: basgitaar
- Mick "Woody" Woodmansey: drums